# Hatsik, Armavir
Hatsik là một đô thị thuộc tỉnh Armavir, Armenia. Dân số ước tính năm 2011 là 2904 người.